# Heresiarches proximus
Heresiarches proximus är en stekelart som beskrevs av Heinrich 1934. Heresiarches proximus ingår i släktet Heresiarches och familjen brokparasitsteklar. Inga underarter finns listade i Catalogue of Life.